# Приозерск
Приозерск (рус. Приозе́рск, фин. Käkisalmi, швед. Kexholm) град је на северозападу европског дела Руске Федерације. Налази се на северозападу Лењинградске области и административно припада Приозерском рејону чији је уједно и средиште.
Према проценама националне статистичке службе за 2015. у граду је живело 18.844 становника.
Град се налази на Карелијској превлаци, на месту где се северни рукавац реке Вуоксе улива у језеро Ладога. Град се налази на железничкој прузи Санкт Петербург—Хијтола, на око 145 km северно од Санкт Петербурга.
До шведске окупације 1611. године град се звао Корела, а од 1611. до 1918. град се звао Кексголм (рус. Кексгольм), а године 1918. гарод улази у састав Финске под називом Кјакисалми (рус. Кякисалми), после Зимског рата између Совјетског Савеза и Финске, године 1940. граду је враћено име Кексголм. Међутим 1948. године град је добио садашње име Приозерск.

## Географија
Град Приозерск смештен је у северном делу рејона, односно на северозападу Лењинградске области, у северном делу Карелијске превлаке. Кроз град протиче северни рукавац реке Вуоксе, а сама градска територија налази се стешњена између Ладошког језера и језера Вуоксе.
Град се налази на око 145 km северније од Санкт Петербурга.

## Историја
Приозерск је као Корела основан од стране Новгорођана крајем XI и почетком XII века на месту старог карелког насеља.
Гроз град је пролазио важан водени трговачки пут који је повезивао варјаге и византију. Преко реке Вуоксе се могло ући у Фински залив и у централну Финску. Швеђани су желели да успоставе контролу над овим стратешки важним местом тако да је крајем XIII века град био стално нападан.
Од августа 1610. до фебруара 1611. град је био под опсадом шведске војске, коју је успешно издржавао, али када је закључен Столбовски мир 1617. године град је уступљен Шведској.
Град је у састав Русије опет ушао 8. септембра 1710. године за време Великог северног рата.
Дана 31. децембра 1917. године Савет Народних Комесата под вођством Владимира Иљича Лењин је донео решење о независности Финске по којем је град припао Финској. После Зимског рата између Совјетског Савеза и Финске 1939.—1940. године град је мировним преговорима од 12. марта 1940. године предат Совјетском Савезу.
За време Другог светског рата град је заузела финска армија, али у септембру 1944. године опет је ушао у састав Совјетског Савеза. Међутим за време рата град је претрпео огромна разарања

## Демографија
Према подацима са пописа становништва 2010. у граду је живело 18.933 становника, док је према проценама националне статистичке службе за 2015. град имао 18.844 становника.
| 1939. | 1959.  | 1970.  | 1979.  | 1989.  | 2002.  | 2010.  | 2015.  |
| ----- | ------ | ------ | ------ | ------ | ------ | ------ | ------ |
| 5.115 | 13.936 | 16.652 | 19.053 | 20.557 | 20.506 | 18.933 | 18.844 |

## Саобраћај
Кроз град пролазе важне друмске и железничке саобраћајницењ које га повезују са осталим градовима у области.